# Metopoceras eylanti
Metopoceras eylanti là một loài bướm đêm trong họ Noctuidae.